# Arundinella dagana
Arundinella dagana är en gräsart som beskrevs av Henry John Noltie. Arundinella dagana ingår i släktet Arundinella och familjen gräs.
Artens utbredningsområde är Bhutan. Inga underarter finns listade i Catalogue of Life.